# Heterotaxis
Heterotaxis é um género botânico pertencente à família das orquídeas (Orchidaceae), ao qual foram subordinadas quinze espécies anteriormente pertencentes ao gênero Maxillaria.
- Publicação: Heterotaxis Lindl., Bot. Reg. 12: t. 1028. 1826.
- Espécie tipo: Heterotaxis crassifolia Lindl.

## Sinônimos
- Dicrypta Lindl., Gen. Sp. Orchid. Pl. 44. 1830.
- Marsupiaria Hoehne, Arq. Bot. Estado São Paulo n.s., f.m. 2: 69. 1947.
- Maxillaria subgen. Heterotaxis (Lindl.) Brieger, An. Soc. Bot. Brasil 1972: 94. 1972.
- Maxillaria sect. Heterotaxis (Lindl.) Brieger, Trab. Congr. Nac. Bot. (Rio de Janeiro) 26: 242-244, 1977.
- Maxillaria sect. Iridifolieae Pfitz., Nat. Pflanzenfam. 2(6): 187. 1889.
- Pentulops Raf., Fl. Tellur. 4: 42. 1836.

## Distribuição

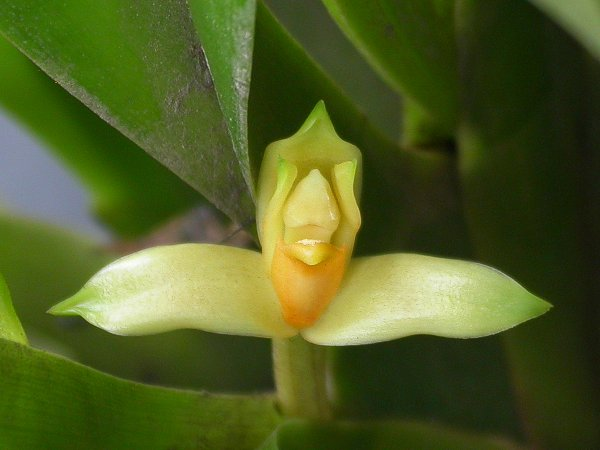
Heterotaxis crassifolia
Pertence a um complexo com oito espécies difíceis de separar, com pseudobulbos; de flores amarelas, alaranjadas ou pálidas, com ou sem labelo de cor mais intensa.

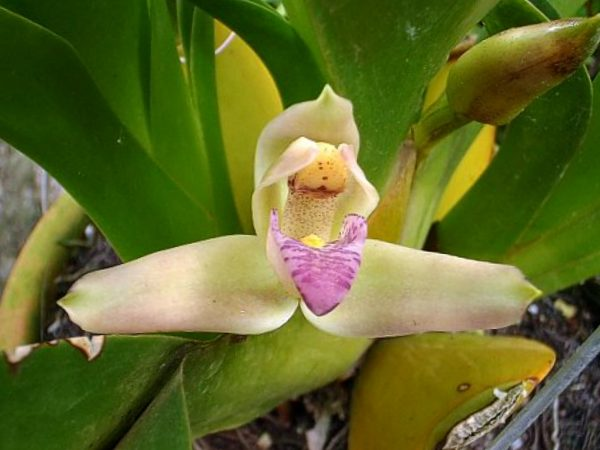
Heterotaxis violaceopunctata
Pertence a um complexo com três espécies, com pseudobulbos; de flores geralmente brancas, excepcionalmente amarelas ou pálidas, sempre com labelo de cor muito mais intensa ou pintalgado, geralmente púrpura.

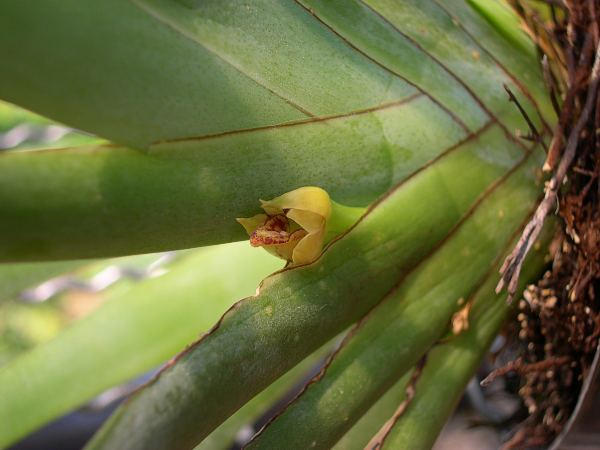
Heterotaxis valenzuelana
Pertence a um complexo com duas espécies sem pseudobulbos; planta em formato de leque com flores amarelas, alaranjadas ou pálidas.

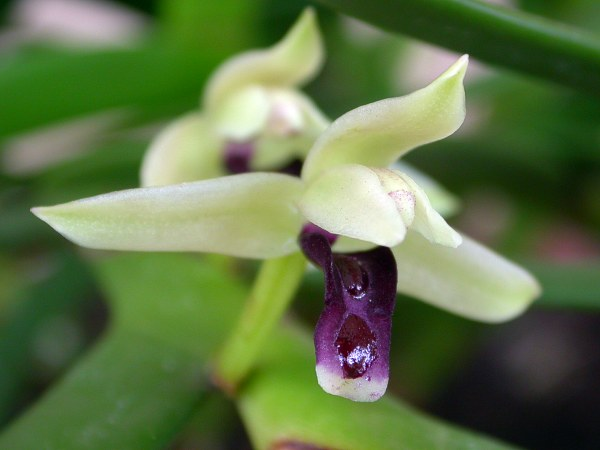
Heterotaxis equitans
Espécie facilmente identificável tanto pela planta como pelas flores.

- América do Norte: Estados Unidos e México.
- América Central: Belize, Costa Rica, El Salvador, Guatemala, Honduras, Nicarágua e Panamá.
- Caribe: Trinidad e Tobago, Cuba, República Dominicana, Haiti e Jamaica.
- América do Sul: Brasil (Rondônia, Amazonas, Pará, Amapá, Roraima, Goiás, Tocantins, Mato Grosso, Mato Grosso do Sul, Paraíba, Santa Catarina), Guianas, Suriname, Venezuela, Colômbia, Equador, Peru e Bolívia.

Geralmente ocorrem em matas secas e moderadamente sombreadas.

## Histórico
John Lindley propôs este gênero em 1826, ao descrever a Heterotaxis crassifolia. Quatro anos depois, ele mesmo propôs o novo gênero Dicrypta, ao descrever a Dicrypta baueri, uma espécie hoje considerada sinônimo da anterior. Durante alguns anos, taxonomistas descreveram ou aos poucos foram transferindo todas as espécies conhecidas até então para o gênero Dicrypta até que, na década de 1850, Heinrich Gustav Reichenbach resolveu que não havia justificativa suficiente para manter estas espécies separadas e subordinou-as todas ao gênero Maxillaria.
Em 1947 o botânico brasileiro Frederico Carlos Hoehne propôs o gênero Marsupiaria para as espécies sem pseudobulbos. Compartilharam sua opinião Garay, Senghas e Pabst, que separadamente acabaram por subordinar todo este grupo ao gênero de Hoehne.
Finalmente, Fábio de Barros publicou um trabalho em 2002 restabelecendo o gênero antigo gênero Heterotaxis, o primeiro proposto por Lindley. Tanto a filogenia moderna como todas as descrições recentes reforçam a validade deste gênero. Até hoje todas estas espécies são conhecidas somente pelos seus sinônimos Marsupiaria e Maxillaria.

## Morfologia
São plantas epífitas comparativamente grandes e robustas, geralmende de crescimento simpodial, com pseudobulbos unifoliados lateralmente comprimidos, com folhagens vistosas, quase sempre lustrosas, protegidos por diversas bainhas foliares; ou então sem pseudobulbos, com folhas dísticas e crescimento pseudo-monopodial. Todas apresentam pequenas e espessas flores campanuladas, geralmente amareladas com coluna muito curta e labelo com um amontoado de pilosidades que atrai insetos polinizadores. As inflorescências apresentam uma única flor, são laterais, curtas ou longas, em pouca quantidade, em regra mais de uma vez por ano.

## Cultivo
No cultivo das orquídeas devemos ter sempre em mente que o melhor substrato e local para elas é o seu habitat natural, mesmo com todas as adversidades por elas enfrentadas. Baseando-se nessa premissa, deve-se, então, tentar imitar ao máximo as condições do habitat de cada uma das espécies deste gênero. As Heterotaxis de modo geral são plantas de cultivo muito fácil desde que plantadas em substrato que esteja seco poucas horas após a rega, em local de iluminação moderada, bem ventilado e com umidade atmosférica, principalmente durante a noite.

## Identificando as espécies
As espécies de Heterotaxis, de modo geral, são de difícil identificação. São aceitas de seis a catorze espécies. Conforme a referência consultada, diferentes são as espécies aceitas. Isto ocorre pois alguns taxonomistas preferem dividir mais as espécies, reparando em cada variação, outros preferem agrupar espécies variáveis em complexos de espécies sob um único nome. Em cada grupo as diferenças a serem observadas para identificar as espécies são espessura e comprimento das folhas, formato dos pseudobulbos e formato da calosidade no labelo de suas flores. Combinações variadas destes caracteres recebem nomes de espécies diferentes. As espécies apresentadas aqui seguem a orientação do banco de dados do Royal Botanic Garden.
Podem dividir-se em quatro grandes grupos facilmente identificáveis:
- Complexo da Heterotaxis crassifolia: Com pseudobulbos; de flores amarelas, alaranjadas ou pálidas, com ou sem labelo de cor mais intensa e inflorescência longa ou curta. Oito espécies: Heterotaxis brasiliensis, Heterotaxis crassifolia, Heterotaxis discolor, Heterotaxis fritzii, Heterotaxis maleolens, Heterotaxis santanae, Heterotaxis schultesii e Heterotaxis villosa.
- Complexo da Heterotaxis violaceopunctata: Com pseudobulbos; de flores geralmente brancas, excepcionalmente amarelas ou pálidas, sempre com labelo de cor muito mais intensa ou pintalgado, geralmente púrpura e inflorescência longa ou curta. Três espécies: Heterotaxis proboscidea, Heterotaxis superflua e Heterotaxis violaceopunctata.
- Complexo da Heterotaxis valenzuelana: Sem pseudobulbos, planta formando um leque; de flores amarelas, alaranjadas ou pálidas, com ou sem labelo de cor mais intensa e inflorescência longa ou curta. Duas espécies: Heterotaxis microiridifolia e Heterotaxis valenzuelana.
- Heterotaxis equitans: Sem pseudobulbos, planta de crescimento claramente monopodial; de flores brancas ou pálidas, com labelo de cor muito intensa, púrpura ou roxo-azulado. Uma espécie: Heterotaxis equitans.

## Publicação das espécies
- Heterotaxis brasiliensis (Brieger & Illg) F.Barros, Hoehnea 29: 112 (2002).
- Heterotaxis crassifolia Lindl., Bot. Reg. 12: t. 1028 (1826).
- Heterotaxis discolor (Lodd. ex Lindl.) Ojeda & Carnevali, Novon 15: 580 (2005).
- Heterotaxis equitans (Schltr.) Ojeda & Carnevali, Novon 15: 580 (2005).
- Heterotaxis fritzii Ojeda & Carnevali, Novon 15: 574 (2005).
- Heterotaxis maleolens (Schltr.) Ojeda & Carnevali, Novon 15: 580 (2005).
- Heterotaxis microiridifolia (D. E.Benn. & Christenson) Ojeda & Carnevali, Novon 15: 580 (2005).
- Heterotaxis proboscidea (Rchb.f.) F.Barros, Hoehnea 29: 113 (2002).
- Heterotaxis santanae (Carnevali & I.Ramírez) Ojeda & Carnevali, Novon 15: 581 (2005).
- Heterotaxis schultesii Ojeda & G.A.Romero, Novon 15: 577 (2005).
- Heterotaxis superflua (Rchb.f.) F.Barros, Hoehnea 29: 113 (2002).
- Heterotaxis valenzuelana (A.Rich.) Ojeda & Carnevali, Novon 15: 581 (2005).
- Heterotaxis villosa (Barb.Rodr.) F.Barros, Hoehnea 29: 113 (2002).
- Heterotaxis violaceopunctata (Rchb.f.) F.Barros, Hoehnea 29: 113 (2002).

## Sinônimos
- Heterotaxis sessilis (Sw.) F.Barros, Hoehnea 29: 112 (2002) = Heterotaxis crassifolia.